# Agelaea palmata
Agelaea palmata är en tvåhjärtbladig växtart som beskrevs av C. C. H. Jongkind. Agelaea palmata ingår i släktet Agelaea och familjen Connaraceae. Inga underarter finns listade i Catalogue of Life.